# Естенський дім

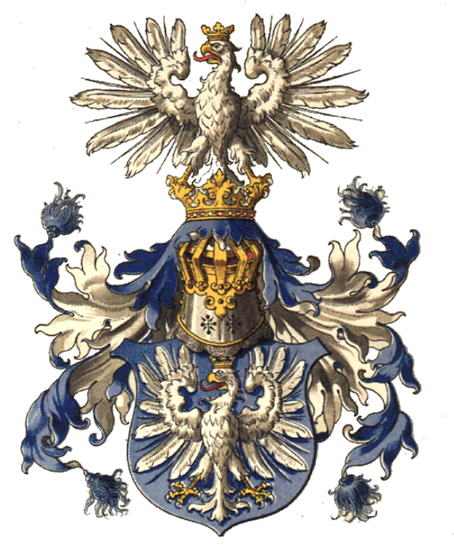
Герб Есте

Естенський дім (італ. Casa d'Este), Есте (італ. Este), або Естенські (d'Este) — італійський шляхетний рід. Один з найдавніших княжих родів Італії. Протягом більше ніж 500 років правив Феррарою (Феррарська сеньйорія, Феррарське герцогство) і Моденою (Герцогство Модени і Реджо). Родоначальник — Альберто Аццо II. Назва роду походить від міста Есте. Головна резиденція у Феррарі — Естенський замок. Родовою усипальницею феррарських герцогів із Естенського дому служив монастир Тіла Господнього. Поділявся на три гілки: італійську, німецьку й австрійську. Перша перервалася по чоловічій лінії 1803 року, друга — 1848 року, третя — 1914 року. Герб — у лазуровому щиті срібний орел із золотим озброєнням і короною.

## Назва
- Есте (італ. Este)
- д'Есте, з Есте, або Естенські (італ. d'Este; нім. von Este)
- Естенський дім (італ. Casa d'Este; Estense)

## Герб
У синьому щиті срібний орел із золотою короною і золотим озброєнням (фр. D'azur, à l'aigle d'argent, becquée, languée et couronnée d'or.).
|  | 1239—1431 У лазуровому щиті срібний орел, із золотими дзьобом (язиком), кінцівками, озброєнням і короною. Так званий естенський орел. Малий, базовий герб Естенського дому, який використовувався на всіх подальших модифікаціях герба. |
|  | 1431—1452 Лазуровий щит розтятий і перетятий; у 1-й і 4-й чвертях три золоті лілії (так звані французькі лілії) в зубчатій червоно-золотій облямівці; у 2-й і 3-й чвертях — естенський орел. Герб маркіза моденського і феррарського Нікколо III д'Есте, затверджений 1431 року французьким королем Карлом VII. Символізує залежність Естенського дому від Франції. |
|  | 1452—1471 Щит розтятий і перетятий; у 1-й і 4-й золотих чвертях чорний двоголовий орел (так званий імперський орел) із червоним дзьобом, кінцівками, озброєнням та золотою імперською короною; у 2-й і 3-й лазурових чвертях — французькі лілії в червоно-золотій зубчатій облямівці; по центру — лазуровий щиток із естенським орлом. Герб Борсо д'Есте, затверджений 1452 року імператором Фрідріхом III разом із наданням Моденсько-Реджоського герцогства. Символізує залежність від Священної Римської імперії. |
|  | 1471 Щит із попереднім гербом і червоною главою, в якій схрещені ключі (так звані ключі Царства Небесного) — правий золотий і лівий срібний, перев'язані лазуровим пасом. Герб Борсо д'Есте, затверджений 1471 року римським папою Павлом ІІ разом із наданням Феррарського герцогства. Символізує залежність від Святого Престолу. |
|  | 1471—1534 Герб 1452—1471 років, з червоним стовпом, у якому перехрещені ключі святого Петра. Герб герцогів феррарських, моденських і реджоських Ерколе I д'Есте (1471—1505) і Альфонсо I д'Есте (1505—1534). |

1535 — 1741
1741 — 1803
Австрійські д'Есте

## Історія

### Походження
Родинні перекази Есте ведуть походження роду від каролінзьких намісників Північної Італії. Дуже рано вони отримали титул маркграфів (маркізів). Згодом, у часи величі сім'ї, придворні поети склали їм генеалогії, які називали їх нащадками самого Карла Великого та навіть троянських царів.
Поступово вони отримали сеньйоріальні права на такі північно-італійські міста і території (переважно у Веронській області):
- Есте (звідси їх ім'я), Ровіго, Монтаньяну, Казале-Маджоре, Понтремолі.

Оберто I († 972) і його син Оберто II († близько 1015) претендували на володіння тосканським маркграфством, як «патримоніальною» посадою і землею. Вони боролися з німецькими правителями, заступаючись за їх супротивників, Беренгара і Ардуїна Іврейських.
Альберто Аццо I, син Оберто II († 1029), і брат його Гуго, вперто продовжували ту ж боротьбу, потрапили в полон до імператора Генріха II; після звільнення вони намагалися витіснити його з Італії, виставляючи кандидатуру французького короля Роберта на італійський престол. Подальші їхні нащадки у своїй італійській політиці підтримували пап. Син Гуго, Альберто Аццо II († 1097), енергійно допомагав Григорію VII і Матильді Тосканськіїй проти Генріха IV і був присутній при знаменитій сцені в Каноссі (1077). Такі прецеденти надовго пофарбували прізвище д'Есте в гвельфські кольори.
Аццо II одружився з Кунігундою, сестрою одного з найвпливовіших німецьких князів, Вельфа III.В нього було троє синів:
- Вельф IV став герцогом Баварії та засновником німецької гілки роду Вельфи,
- Фулько I став родоначальниками італійської гілки (власне Есте),
- Уго переселився в Францію.

### Італійська лінія
Один з нащадків Фулько, Аццо VII (1205—1264), захопив Феррару, яка вже раніше потрапляла в руки його попередників, але під час його дитинства була забрана місцевою могутньою сім'єю Салінгуерра. Населення міста визнало Аццо своїм государем. Разом з гвельфськими містами північної Італії він воював проти Еццеліно да Романо, ревного гібеліна і вірного союзника Фрідріха II Гогенштауфена. Перемога Аццо біля Кассано поклала межу блискучій кар'єрі Еццеліно.

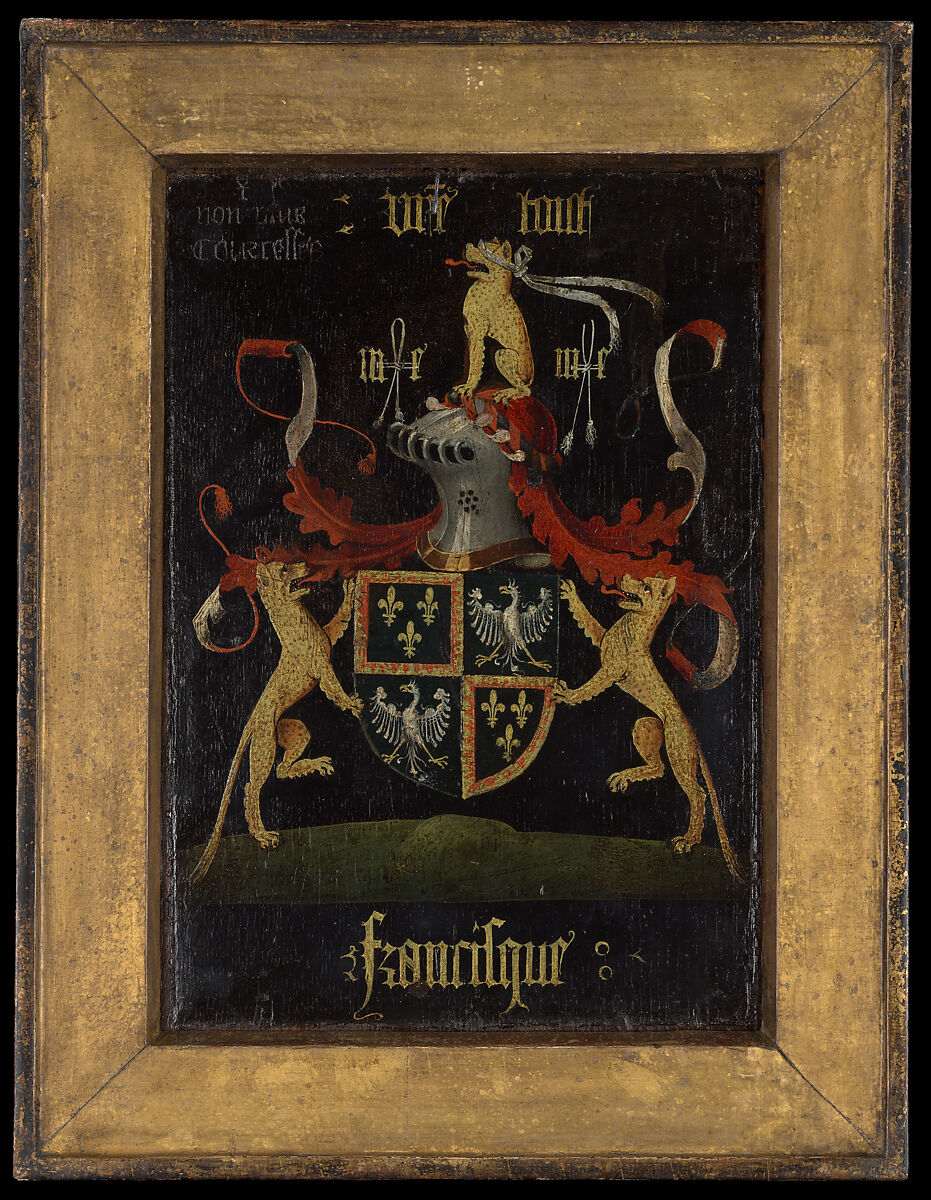
Герб Франческо д'Есте на звороті його портрета пензля Рогіра ван дер Вейдена

Обіццо II (1240—1293), вірний гвельфській партії, боровся за Карла I Анжуйського проти Манфреда Гогенштауфена. 1276-го року Рудольф I Габсбург визнав його маркізом Есте і владикою Феррари. Громадяни Модени (1288—1289) і Реджо (1290) оголосили його своїм керівником. З того часу Феррара стала центром володінь дому Есте на три століття; Модена і Реджо майже непорушно зв'язувалися з нею в одне князівство.
Тільки ненадовго чвари між синами Обіццо II — Аццо VIII († 1308), Франческо († 1312) і Альдобрандіно II († бл. 1326) — похитнули їх панування у трьох названих містах. Синам Альдобрандіно II — Рінальдо II, Обіццо III і Нікколо I — вдалося знову повернути собі Феррару. Сини Обіццо III, за допомогою імператора Карла IV Люксембурзького, то за сприяння, то за протидії міланських  Вісконті і мантуанських Гонзага, утвердилися знову в Модені, Реджо та інших сусідніх містах. Феррарське герцогство з того часу стало міцним, і для роду Есте настав блискучий вік розквіту.
Час розквіту, могутності і блиску в історії династії Есте відкривається з правління Нікколо III (1393—1441). У XIV столітті Есте, внаслідок розладу з папами, покинули гвельфський табір і приєдналися до групи гібеллінських князів. Нікколо зближувався з вигідними союзниками (наприклад, з Джан Галеаццо Вісконті), зміцнював Феррару, дбав про поліпшення землеробства на своїй території, користувався зручним економічним становищем Феррари між Венецією, Міланом, Флоренцією, Сієною, Пізою, щоб розвинути торгівлю, зробити своє «царство» найбільш квітучою країною в Італії. Він розумів своє завдання досить просто і грубо, але вмів втілити його в життя.
Він же з особливим запалом взявся насаджувати науки і пропагувати мистецтво, хоча більше в силу інстинкту і наслідування, ніж через істинну схильність та смак. Частково він підпорядковувався традиції, яку сім'я Есте заклала вже в XIII столітті і яка укріплена була в XIV столітті Нікколо II (1361—1388). Останній вів дружбу з Петраркою; наступник його Альберто I (1388—1393) діяв у тому ж напрямку. Нікколо III розширив Феррарський університет (1402), заснований його батьком Альберто, і зібрав біля нього видатних вчених. Він багато подорожував, був в Єрусалимі, вивчаючи пам'ятки і збираючи художні предмети, прикрашав Феррару церквами і палацами, запрошував до себе художників (Дж. делла Куерча розпочав тут свою діяльність зі статуї Мадонни для Феррарського собору, 1408). Ним же введено надзвичайну пишність в житті двору, завдяки пишності свят Феррара стала знаменитою на весь світ. Відома кривава розправа його з дружиною Паризиною і сином Гуго, яких він запідозрив у злочинному зв'язку: він наказав відрубати обом голови і зробив розпорядження щодо такої ж кари всіх жінок Феррари, винних у зраді.

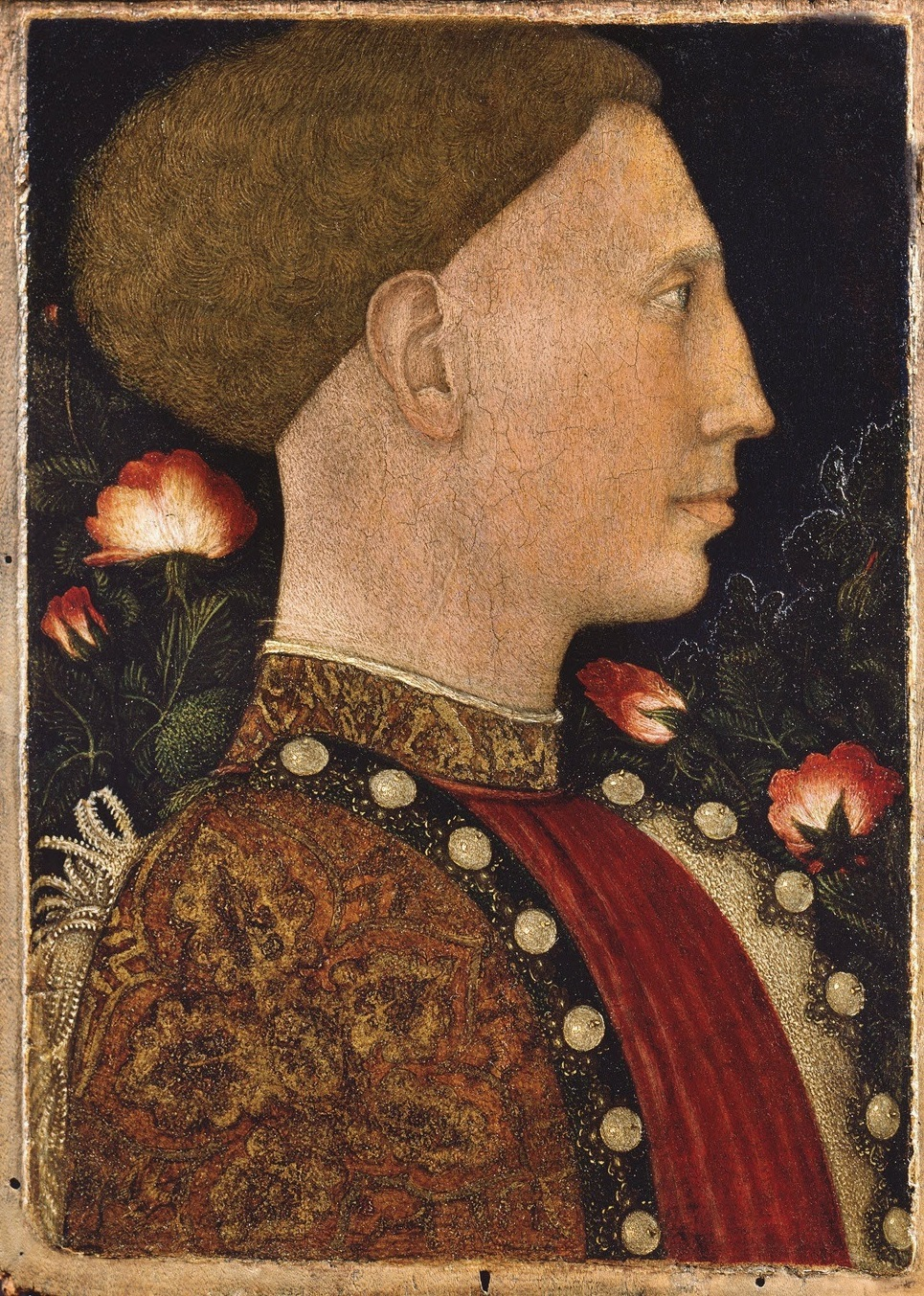
Леонелло д'Есте (портрет роботи Пізанелло)

Після його смерті правителями були один за іншим три сини. Леонелло (1407—1450) залишив по собі поетичний образ, подібний до найблагородніших італійських середньовічних князів. Він був навчений військовому ремеслу знаменитим кондотьєром Браччо ді Монтоне, отримав прекрасну науково-літературну освіту під керівництвом знаменитого гуманіста Гуаріно Веронського і виріс юнаком мужнім і ніжним одночасно. Він відмовився від агресивної політики і цілком віддався культурі. Його власні сонети і канцони дуже цінувалися сучасниками. Він продовжував збирати дорогоцінні пам'ятки мистецтва та запрошувати до себе художників (найбільше живописців, італійських і фламандських). Це — найпривабливіша фігура сім'ї Есте; вона не знайшла повторення в наступних поколіннях, можливо тому, що м'якість характеру і пасивне ставлення до політичних інтересів і військової справи могли підірвати могутність влади дому.
Герцоги Феррари, герцоги Модени, герцоги Реджо
Наступний брат, Борсо (1413—1471), продовжував займатись меценатством, створюючи зі своєї столиці найбільший центр культурного руху і зосереджуючи біля себе безліч вчених, письменників і артистів. При ньому була влаштована у Феррарі перша друкарня (Андреа Галло). Сам він не володів талантами і душевною тонкістю свого попередника, любив політику, а не літературу, і був політиком з енергією і успіхом, користуючись заступництвом обох світових влад, яким умів надавати послуги: від імператора Фрідріха III він отримав титул герцога Модени і Реджо (1452), а папа Пій II назвав його «герцогом Феррари» (1471), за що Борсо погодився номінально визнати сюзеренітет апостольського престолу. Зовнішній блиск феррарського двору досяг апогею при ньому і за його наступника. Борсо став майже законодавцем світських звичаїв. Здавалося, багатства текли в країну рікою; ніби багатіло і населення. Незважаючи на політичні витівки і розкіш, Борсо залишив по собі у скарбниці 500,000 дукатів і унікальну колекцію коштовностей. Впевнений у своїй силі й славі, Борсо допустив «вдячне населення» поставити у Феррарі його пам'ятник ще за життя. Піддані дійсно були задоволені його мирним правлінням, незважаючи на вимогливість уряду.

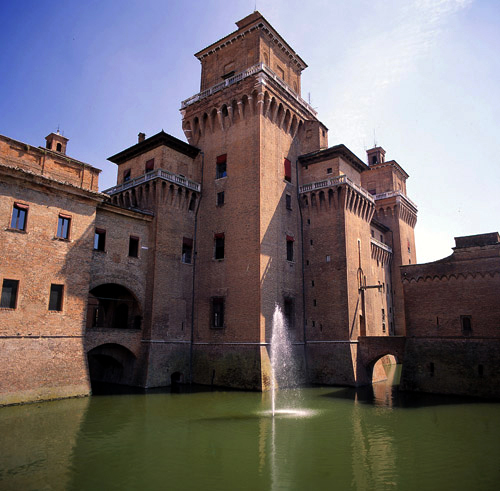
Естенський замок.

Ерколе I (1433—1505), третій брат, є типовим князем раннього Відродження — одночасно жорстокого і витонченого. Йому довелося вести війну з папою Сікстом IV і Венецією (1482); він вдало впорався з небезпекою, майстерно уклавши союз з Фердинандом Неаполітанським, Людовіко Моро міланським і Флоренцією. Після укладення миру (1484) його герцогство досягло вищого економічного процвітання, про яке він дуже дбав, прагнучи дати відпочинок підданим від воєн і високих податків. Йому лишалось йти далі готовими шаблонами щодо мистецтва і культури: створювати нове він не міг, не володіючи видатними здібностями та смаком. У політиці і в освітній діяльності він зумів знайти собі видатного радника в особі поета Боярдо. Колекції його багатства більше нагадували скарбницю середньовічного сеньйора, ніж витончені зібрання художніх пам'яток медічейського палацу.

Ізабелла д'Есте, портрет роботи Тіціана.

Ерколе мав кілька сімей, і всі діти його виявилися так чи інакше обдарованими. Один з них, кардинал Іпполіто I (1479—1520), розумний, талановитий, енергійний, відрізнявся жорстокістю, помітною навіть серед інших членів його сім'ї. Особливо прославились дочки Ерколе — Беатріче і Ізабелла. Остання (нар. 1474) уособлювала найкращі сторони італійської культури. Мала оригінальних розум, благородний характер, зосереджувала в собі все піднесене і прекрасне, чим багата була епоха Ренесансу. Чиста, м'яка, закохана душа її як би відштовхувала від себе все хибне. Таким малює її переказ, можливо, з перебільшенням. Вона відрізнялася чесністю серед порочних родичів. Чудово освічена, тонка цінителька всіх духовних благ, вона була на рідкість безкорисливою покровителькою наук і мистецтв. Вона вийшла заміж за Франческо Гонзага (1490) і відіграла велику роль в історії мантуанської цивілізації. Сестра її Беатріче (нар. 1473), віддана за Людовіко Моро міланського (1491), також вельми обдарована, мала більш практичний розум і тверду волю; любила політику і мала великий вплив на чоловіка († 1497).
Альфонсо I (1476—1534), син і наступник Ерколе I, одружений з політичних розрахунків (1502) з Лукрецією Борджіа, суворий і мстивий, оспіваний Аріосто, показав у важких обставинах видатні здібності полководця і державного керівника. Підтримуючи звичну ворожнечу з Венецією, він приєднався до Камбрейської ліги і приніс велику користь союзникам своїм військовим мистецтвом. Складена з різнотипних елементів коаліція розпалася: особливо різкий розрив стався між папою Юлієм II і Альфонсо, і папа оголосив його позбавленим прав на Феррару. Подальший розвал союзу призвів Альфонсо до втрати Модени і Реджо. Наступник Юлія, Лев X, намагався витіснити Альфонсо з Феррари (1519); але Климент VII змушений був знову визнати його права на герцогство, після того, як зазнав у 1527 році жорстокої поразки від імператора Карла V, який надав допомогу Альфонсо і знову затвердив його також в Модені і Реджо. Політичні труднощі не заважали Альфонсо підтримувати сталий культурний розвиток Феррари і замовляти для прикраси своїх палаців картини Мікеланджело і Тиціана.

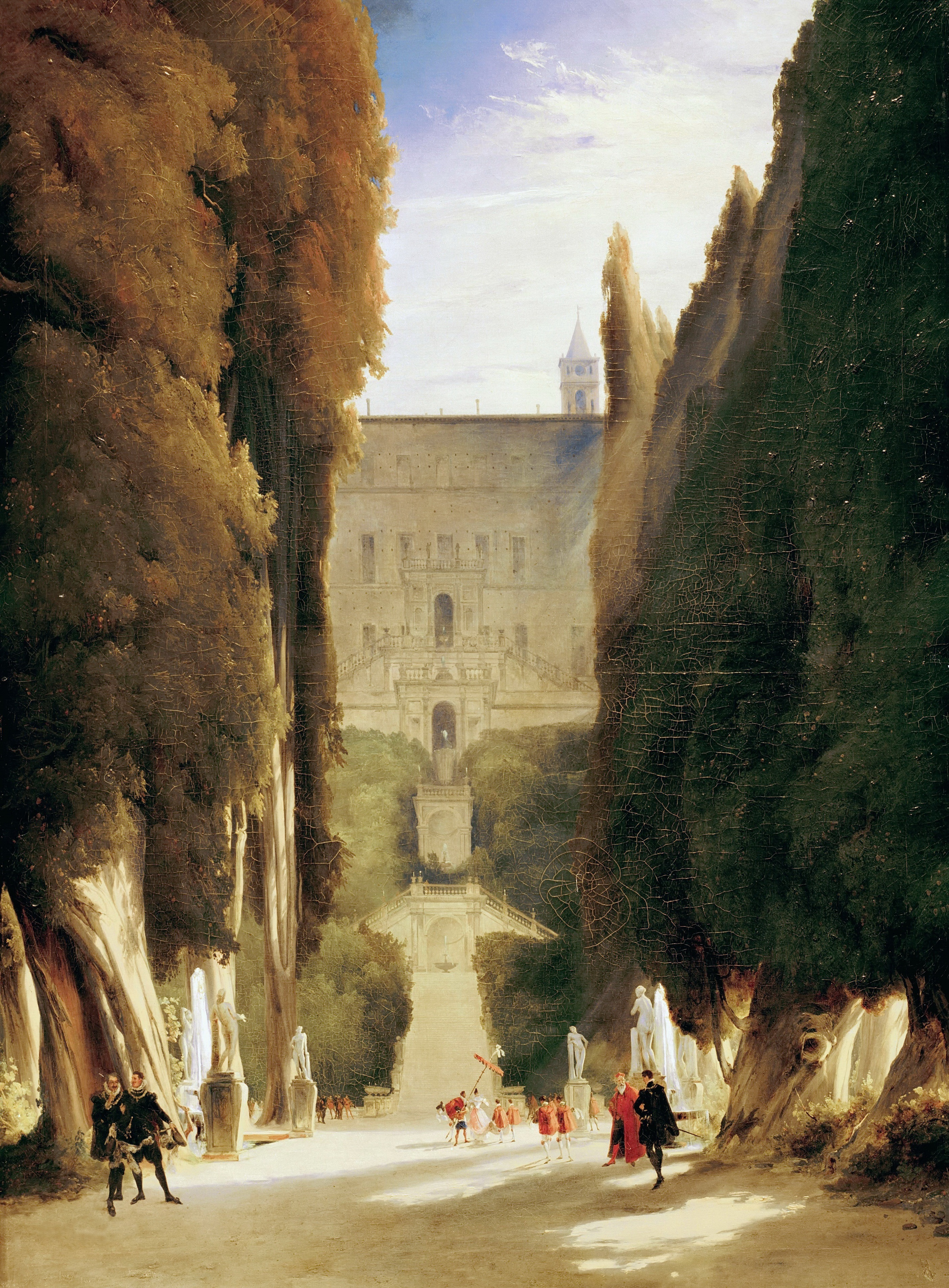
Вілла д'Есте поблизу Тіволі.

Ерколе II (1508—1559), син попереднього почав правити як союзник Карла V, а після його зречення приєднався до коаліції папи Пія IV і французького короля Генріха II проти Іспанії (1556). Втім, війну він вів мляво, відрізняючись миролюбністю, і в 1558 році уклав мир з ворогами. Союз з Францією Ерколе закріпив шлюбом з Рене, дочкою короля Людовика XII, знаменитою своїм заступництвом реформаційному руху, вона внесла на короткий час у Феррару захоплення релігійною опозицією проти церкви. Під час правління Ерколе II мистецтво у Феррарі активно розвивалось: приїжджали або працювали для герцога знамениті живописці і скульптори (Тіціан, Джуліо Романо, Пеллегріно, Сансовіно та інші); розквітало виробництво художніх килимів і шпалер; влаштовувалися свята, що гриміли на всю Італію (наприклад, прийом папи Павла III 1543 року). Ерколе дав серйозне виховання своїм талановитим дочкам, Лукреції і Елеонорі. Ще більше, ніж він сам, докладав зусиль до підтримання літературного і мистецького руху його молодший брат Іпполіто (згодом кардинал), другий з Есте, що носив це ім'я, відомий будівельник вілли д'Есте в Тіволі.
Вже під час правління Ерколе II відчувалися ознаки початку занепаду політичної могутності і культурного блиску Феррари. Син Ерколе II, Альфонсо II (1533—1597), провів юність у Франції, захоплювався мріями про лицарські подвиги і був схильний до великих ідей, але для виконання їх метушлива і тривожна, натура його не мала жодних можливостей. Він намагався захищати угорців від турків (1566), думав зайняти польський престол (1574), але це йому не вдавалося. Величезні витрати на війни і дипломатію і на відкрите розкішне життя (полювання і турніри) підірвали порівняно стерпний економічний стан народу. Альфонсо цікавився усім таємничим, за традицією продовжував підтримувати письменників (Тассо, Гуаріні), змушуючи їх, втім, служити йому і в політичних справах і не завжди поважаючи їх духовну свободу (переслідування Тассо). «Великі мистецтва» він запустив, але захоплювався «малими» (майолікою, гравіюванням, виробництвом прикрас тощо), особливо любив археологію (дружба з Лігоріо).

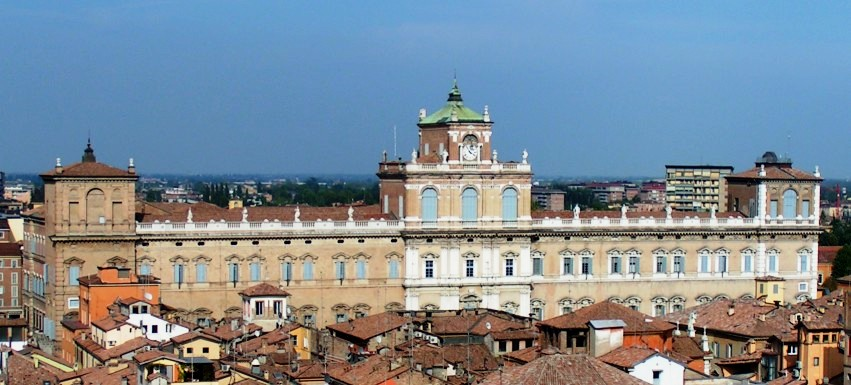
Палац герцогів Моденських

Альфонсо II помер бездітним. Слідом за його смертю починаються лиха. Чезаре (1562—1628), побічний онук Альфонсо I, який намагався утвердитися в усіх спадкових землях дому д'Есте, зустрів опір з боку папи Климента VIII, який забрав у нього Феррару і приєднав до папських володінь. У «імперських феодах» — Модені і Реджо — йому вдалося втриматися; але він правив там без жодних досягнень, як другорядний правитель. Його наступники Альфонсо III († 1629), Франческо I († 1658), Альфонсо IV († 1662) і Франческо II († 1694) — також не виявили ніяких талантів. Рінальдо III († 1737), молодший син Франческо I, шлюбом з Шарлоттою Ганноверської поріднився з німецькими Вельфами.
Під час боротьби за австрійську спадщину його син і наступник Франческо III († 1780) бився за Францію в Неаполі та П'ємонті, а Модена була в цей час захоплена імперськими військами. Син і спадкоємець його Ерколе III Рінальдо примушений був тікати в Венецію, знайшовши притулок у центрі колишніх ворогів династії (1796). За Кампо-Формійським миром (1797) Модена і Реджо були приєднані до Цизальпінської республіки, а Ерколе-Рінальдо в обмін отримав (за Люневильським миром, 1801) землі в Німеччині (Брайсгау і Ортенау), які, втім, його наступник по жіночій лінії втратив (Пресбурзький мир, 1805). Він помер бездітним (1803), і таким чином перервалася італійська лінія роду д'Есте.

### Австрійські Есте
Марія-Беатріче, єдина дочка Ерколе-Рінальдо, останнього герцога д'Есте з італійської лінії, вступила в шлюб (1771) з австрійським ерцгерцогом Фердинандом, братом імператора Йосипа II. Вона домоглася було повернути батькові його прав на спадщину, але, як зазначено вище, нещасні війни Габсбургів з революційною Францією відбилися завершальним ударом на долі останнього з італійських Есте (Кампо-Формійський мир позбавив його назавжди родових володінь).

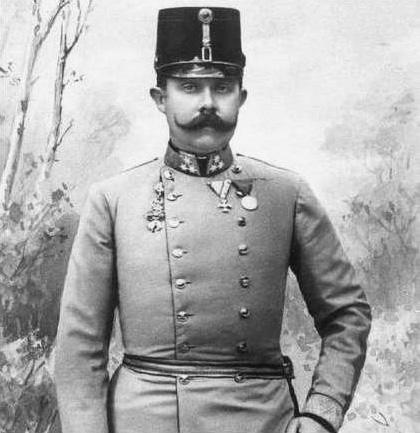
Ерцгерцог Франц Фердинанд д'Есте

1815 року ухвалою Віденського конгресу син Фердинанда і Марії-Беатріче д'Есте, ерцгерцог Франц (нар. 1779), отримав герцогства Мірандолу, Модени і Реджо, з присвоєнням йому фамільного імені д'Есте (Франческо IV). 1829 року, після смерті матері він успадкував ще герцогство Масу і князівство Каррару (Марія-Беатріче володіла ним завдяки своїй матері, Марії Терези Чібо). Старший його син Франц (Франческо V) успадкував італійські батькові землі (1846), але 1859 року повинен був остаточно відмовитися від свого герцогства, поступаючись процесу об'єднання Італії. Він помер бездітним 1875 року. З ним, власне, припинилася і австрійська лінія д'Есте.
Через різні комбінації спадкових прав в австрійському Габсбурзькому домі титул герцога д'Есте, чисто номінальний, дістався ерцгерцогу Францу Фердинанду (1863—1914), племіннику імператора Франца Йосифа і спадкоємцеві австрійського престолу. Так як його шлюб з Софією Гогенберг був морганатичним, то після їх вбивства в Сараєві 1914 року титул Австрійського ерцгерцога-Есте далі не дістався у спадок, а їхні діти носили тільки прізвище Гогенбергів.
Після вбивства спадкоємця престолу ерцгерцога д'Есте глава Дому Габсбургів призначив внучатого племінника Роберта, другого сина-майбутнього імператора Карла, як наступного спадкоємця Есте Австрійських. Через свою матір Зіту Бурбон-Пармську (правнучку Марії Терези Савойської, герцогині Лукки і Парми, яка була дочкою Марії Терези Австрійської-Есте, королеви Сардинії, яка в свою чергу була дочкою Австрійського ерцгерцога Фердинанда д'Есте і Марії Беатріче Річарда д'Есте, герцога і герцогині Моденських і Брайсгау), Роберт був нащадком Ерколе III д'Есте. Таким чином, лінія останніх герцогів д'Есте знову з'єдналася з австрійською лінією Дому Габсбургів.

### Сучасність
Носієм традиційного титулу герцогів д'Есте є старший син ерцгерцога Роберта Австрійського-Есте (1915—1996) Карл Отто Лоренц, Австрійський Есте (нар. 1955), який одружився з принцесою Астрід Бельгійською, єдиною донькою короля Бельгії Альберта II. 1995 року Лоренц отримав додатковий титул принца Бельгії.
З 1991 року діти цієї пари носять титули принців Бельгії, ерцгерцогів Австрійських-Есте, імперські принци Австрії, принци Угорщини і Богемії. В Бельгії вони також мають титули принців Бельгії, ерцгерцогів Австрійських-Есте фон Габсбургів Лотаринзьких. Спадкоємцем титулу ерцгерцога Австрійського-Есте є старший син принца Лоренца і принцеси Астрід Амедео Бельгійський (нар. 1986).

## Генеалогія
- Нікколо III д'Есте (1383—1441), маркіз феррарський, моденський і реджоський (1393—1441).
  - Уго д'Есте (1405—1425)
  - Леонелло д'Есте (1407—1450), маркіз феррарський, моденський і реджоський (1441—1450).
    - Нікколо д'Есте (1438—1476)
    -  Франческо д'Есте (1444—після 1471)

  - Борсо д'Есте (1413—1471), маркіз феррарський (1450—1471), моденський і реджоський (1450—1452); герцог моденський і реджоський (1452—1471); герцог феррарський (1471).
  - Джіневра д'Есте (1419—1440) ∞ Сигізмундо Пандольфо Малатеста, сеньйор рімінський.
  -  Ерколе I д'Есте (1431—1505), герцог феррарський, моденський і реджоський (1471—1505).
    -  Альфонсо I д'Есте (1476—1534), герцог феррарський, моденський і реджоський (1505—1534).
      - Ерколе II д'Есте (1508—1559), герцог феррарський, моденський і реджоський (1534—1559).
        -  Альфонсо II д'Есте (1533—1597), герцог феррарський, моденський і реджоський (1559—1597).

      -  Альфонсо д'Есте (1527—1587), маркіз монетккійський (1569—1587)
        -  Чезаре д'Есте (1562—1628), маркіз монетккійський (1587—1628); герцог феррарський (1597—1598), моденський і реджоський (1597—1628).

### Довідники
- Гревс В. М. Эсте, княжья фамилия // Енциклопедичний словник Брокгауза і Ефрона. Т. XLI (1904), с. 78—82.